# Isla Victoria (ö i Chile)
Isla Victoria är en ö i Chile.   Den ligger i regionen Región de Aisén, i den södra delen av landet, 1 300 km söder om huvudstaden Santiago de Chile. Arean är 526 kvadratkilometer.
Terrängen på Isla Victoria är kuperad. Öns högsta punkt är 948 meter över havet. Den sträcker sig 27,8 kilometer i nord-sydlig riktning, och 32,9 kilometer i öst-västlig riktning.
I omgivningarna runt Isla Victoria växer i huvudsak städsegrön lövskog. Trakten runt Isla Victoria är nära nog obefolkad, med mindre än två invånare per kvadratkilometer.